# Lista de personagens de Sailor Moon
Esta é a lista de personagens de Sailor Moon.

## Personagens

### Principais
Usagi Tsukino (月野 うさぎ, Tsukino Usagi); (no Brasil)"Serena Tsukino", em Portugal: "Bunny Tsukino" - A personagem principal da série, Usagi é uma aluna que não se dedica aos estudos, com um coração de ouro. Ela transforma-se em "Sailor Moon", guerreira que luta em nome do amor e da justiça. A lua em japonês é "Tsuki". Usagi e passa a gostar de Mamoru e também de Tuxedo Kamen. Fica logo vermelha quando vê ele. Ela precisa esconder seu segredo de se transformar em "Sailor Moon" para que não seja revelado. No passado era Serenity, princesa da Lua que se  apaixonou pelo príncipe Endymion.
Mamoru Chiba (地場 衛, Chiba Mamoru); (no Brasil)"Darien Chiba", "Gonçalo Giba"): O namorado e verdadeiro amor de Usagi (no começo do anime, Rei gostava dele). Ele transforma-se em 'Tuxedo Kamen' (Mascarado ou Tuxedo Mask), e ajuda as Sailors em seus combates e ele é o guardião da Terra. Em casos mais sérios (como no filme Sailor Moon R, A promessa da rosa) ele se transforma em Príncipe Endimyon, príncipe da Terra, que no passado se apaixonou por Serenity. No mangá, possui muito mais importância.
Chibiusa (ちびうさ); (no Brasil)"Rini",  em Portugal: "Chibi-Usa"): Filha de Usagi e Mamoru no futuro. Ela é uma menina do futuro, que veio para o passado (onde acontece a história) após pegar o cristal de prata, o qual , pode ajudar a sua mãe, que está em Tokyo de Crystal (uma cidade do futuro). Seu nome verdadeiro é Usagi, mas foi apelidada pelas Sailors como "Chibiusa". O motivo de receber esse apelido é que, teve que fazer uma "lavagem celebral" para a mãe de Usagi pensar que ela, na verdade, é prima de Usagi. Como ambas tem o mesmo nome, começaram a chama-lá de Chibiusa.
Depois de pegar o Cristal de Prata de volta, Chibiusa volta para o futuro. Mas, depois de alguns episódios, volta novamente ao passado, mas dessa vez na forma de Sailor Chibi Moon. Sua mãe a tinha mandado voltar para ser uma aprendiz de Sailor, para aprender a ser também uma guerreira. Assim, quando ela se transformava, ela virava Sailor Chibi Moon (Sailor Pequena Moon, Pequena Marinheira da Lua). Na fase Super S, Chibiusa ganhou um papel principal: esconder seu "segredo" e ainda, ser a protagonista (Somente na Fase Super S). Ela se transforma em "Sailor Chibi Moon"(Somente na Fase S) e depois na Fase Super S ela se transforma em Super Sailor Chibi Moon (junto com Usagi).
Ami Mizuno (水野 亜美, Mizuno Ami); (Amy Mizuno ou Ami Miranda/Mizuno)A amiga mais inteligente de Usagi. Ela transforma-se em "Sailor Mercúrio", a guerreira da água e da sabedoria, tem os poderes da água e sonha em ser médica, como sua mãe. A água é o último elemento da astrologia chinesa e Mercúrio em nihongô é suisei e significa em português, o planeta da água ou a estrela da água
Rei Hino (火野 レイ, Hino Rei); (Rei Hino ou Rita Hino)Uma sacerdotisa que estuda em uma escola particular só para meninas. Ela transforma-se em "Sailor Marte", a guerreira das chamas e da paixão, com poderes de fogo. Muito forte, decidida e um pouco arrogante. Temperamental, adora incomodar e brigar com Usagi, mas no fundo são boas amigas. O fogo é o segundo elemento da astrologia chinesa, o planeta Marte em nihongô é kasei e significa em português, o planeta do fogo ou a estrela de fogo
Makoto Kino (木野 まこと, Kino Makoto); (Lita Kino ou Maria Kino)A mais alta e a mais conflituosa do grupo que mora sozinha, porque seus pais morreram em um acidente de avião. Ela transforma-se em "Sailor Júpiter", guerreira do trovão e da coragem, com poderes de trovão, luz, céu e árvore. É uma ótima cozinheira. A madeira é o primeiro elemento da astrologia chinesa, o planeta Júpiter em nihongô é mokusei e significa em português, o planeta da madeira, estrela da madeira ou planeta da planta.
Minako Aino (愛野 美奈子, Aino Minako); (Mina Aino ou Joana Lima)Ela agia por conta própria como "Sailor V" antes de juntar-se às outras guerreiras Sailor. Antes de se tornar Sailor Vênus, ela ajudava uma policial em Nova York, porém, durante uma patrulha noturna com sua amiga, ela entra em um balcão que acaba explodindo e sua parceira lamenta a perda dela para seu namorado, mas Sailor V ainda estava viva, e após ver sua amiga junto de seu amante, descobre que eles namoravam secretamente e decide ficar dada como morta em Nova York para começar uma vida nova em Tóquio. Ela transforma-se em "Sailor Vênus", guerreira do amor e da beleza. Junto dela está o gato guardião Ártemisi. Ela usa poderes metálicos e de luz. O metal é o quarto e penúltimo elemento da astrologia chinesa, o planeta Vênus em japonês é kinsei e significa em português, planeta de metal ou a estrela de metal
Setsuna Meiou (冥王 せつな, Meiou Setsuna); (Setsuna ou Susana/Setsuna Melo, Trista)Ela parece de forma discreta ajudando Chibiusa a voltar para o passado e encontrar Sailor Moon, mas depois ela aparece com Michiru Kaioh e Haruka Tennou, com seu talismã usado para salvar a Terra. Ela transforma-se em "Sailor Plutão", guerreira da Porta do Tempo. Na fase Stars ele aparecia junto com Sailor Saturno. Setsuna usa poderes do tempo. O planeta Plutão em nihongô é meiousei e significa em português, o planeta do mundo dos mortos e também trabalha como Enfermeira na escola de Chibiusa e Hotaru.E a reencarnação e o próprio deus Hades/Plutão. E a princesa governante do planeta Plutão e filha do deus Chronos.
Michiru Kaiou (海王 みちる, Kaiou Michiru); (Michiru ou Mariana Kaiou, Michelle)Ela é inteligente, bonita, elegante, muito feminina, culta e bem-educada, ela é para os outros, uma mulher perfeita. Ela toca violino, piano e pinta quadros, tendo inclusive um chamado "espaço" em um museu. Estuda em um dos colégios mais difíceis de Tóquio, o Mugen High School, onde só estudam as pessoas mais inteligentes e ricas do país. Como Sailor, no entanto, deixa a postura de boa moça de lado e põe-se a lutar. Simpatiza muito com Mamoru. Ela transforma-se em "Sailor Netuno", guerreira dos Mares. Michiru usa poderes dos mares, diferentes da Ami. o planeta Netuno em nihongô é kaiousei e significa em português, o planeta dos mares.E a reencarnação e o próprio deus Poseidon/Netuno. E a princesa governante do planeta Netuno.
Haruka Tennou (天王 はるか, Tennou Haruka); (Haruka Tenou, Amara)Ela é uma esportista nata. Aficcionada principalmente por carros esporte e corridas, seu espírito é o de competição. Além disso, ama Michiru, mas o romance delas não é vulgar, elas se protegem e ajudam uma à outra, além de dividirem a mesma cama. Haruka também é bem mulherenga, ela chega a paquerar uma empregada que estava cuidando de sua febre, Michiru entra no quarto e dispensa a empregada, que estava gostando do assédio. Ela Transforma-se em "Sailor Urano", guerreira do céu e da transformação. Ela usa poderes diferentes da Lita. O planeta Urano em nihongô é tenousei e significa em português, o planeta dos céus e das transformações. E a reencarnação e o próprio deus Urano/Caelus. E a princesa governate do planeta Urano.
Hotaru Tomoe (土萠 ほたる, Tomoe Hotaru); (Hotaru, Octávia Tomé/Tomoe)Ela é uma menina tímida e ensimesmada. Não tem amigos, pois teve problemas na escola em que estuda a Mugen High Scholl. Hotaru é muito fraca fisicamente e é comum que sofra desmaios e perdas de memória. A sua primeira amiga de verdade é Chibiusa e só muito mais tarde se torna amiga das outras sailors, sendo que fica mais próxima de Sailor Plutão, Sailor Netuno e Sailor Urano. Ela transforma-se em "Sailor Saturno", guerreira da destruição e do renascimento. Chibiusa e Haruka são amigas de Hotaru. Ela usa poderes das destruições a terra é o terceiro elemento da astrologia chinesa, o planeta Saturno em japonês é dosei e significa em português, o planeta do solo, planeta de outros seres vivos ou estrela do solo.

### Coadjuvantes, amigos ou atuantes
- Ikuko Tsukino (月野 育子, Tsukino Ikuko) (Lena/Fernanda) - Mãe de Usagi (Sailor Moon). Aparece em todas as cinco temporadas do anime.
- Kenji Tsukino (月野 謙之, Tsukino Kenji) - Pai de Usagi e Shingo, marido de Ikuko. Foi um dos únicos humanos a perceber a semelhança entre Usagi e Sailor Moon. Aparece apenas na primeira e segunda temporadas.
- Shingo Tsukino (月野 進悟, Tsukino Shingo) (Chico, Sammy) - Irmão mais novo de Usagi. Mesmo gostando de zombar de sua irmã, é bastante fã de Sailor Moon depois que o salvou. Aparece com menos frequência a partir da segunda temporada. Também aparenta ter uma queda por Ami, como mostra o episódio 17 da fase SuperS.
- Naru Osaka (大阪 なる, Ōsaka Naru) (Sara Tavares/Osaka, Molly) - Melhor amiga de Usagi na primeira temporada. Chegou a ter uma paixão por Nephrite na qual o próprio foi morto pelos Youmas e ela ficou muito triste, mas foi consolada por Usagi. Namorou com Gurio durante a primeira temporada.
- Gurio Umino (海野 ぐりお, Umino Gurio) (Jimmy Guria, Kelvin Gurio) - Um estudante da classe escolar de Usagi. Sua característica principal são seus óculos. Namorou com Naru durante a primeira temporada.
- Motoki Furuhata (古幡 元基, Furuhata Motoki) (Mário, Andrew) - Trabalha em um Game Center onde Usagi e suas amigas costumam jogar videogame lá. Tal como Mamoru, é um estudante do colegial (Motoki e Mamoru estão no segundo ano do colegial no início do mangá/anime. Por um erro de tradução, chegou ao Brasil como estudante universitário, mas ele só entra na universidade nas últimas temporadas, no mesmo ano em que as meninas chegam no primeiro ano do colegial). Bastante ingênuo e vê as meninas apenas como irmãs mais novas.
- Haruna Sakurada (桜田 春菜, Sakurada Haruna) (Professora Carolina, Mônica) - Professora da escola onde Usagi estuda. Foi alvo de vários ataques dos Youmas. Depois da segunda temporada, deixa de aparecer.
- Avô de Rei (avô ou vovô) - Bastante pervertido, dono de um templo xintoísta. Foi a reencarnação de um dos 7 (sete) demônios. Aparece de vez em quando na série.
- Yuichiro Kumada - (Fernando, Nicolas). Ajudante no templo onde Rei e seu avô residem. Aparece apenas no anime. Rei esconde uma paixão na qual ele mesmo nem se quer percebe.
- Helios- (祭司エリオス, Saiji Eriosu ) é o Sacerdote Guardião de Elysion , uma terra sagrada dentro da Terra que a protege e foi o local original do Reino Dourado antes de ele subir à superfície. Quando o Dead Moon Circus conquistou Elysion, Helios foi capturado e a Rainha Nelehenia o transformou no alicórnio Pégaso . Helios se lembrou de uma visão de uma donzela que salvaria Elysion e projetou astral sua forma de Pégaso para a superfície, onde ele assumiu que Chibiusa era essa donzela enquanto fornecia a ela e a Usagi informações e armas. Ele provavelmente e o Sailor Senshi do Sol , já que seu nome é o mesmo do deus grego do Sol Hélio.[1]
- Queen Serenity (クィーン・セレニティ, Kuīn Sereniti )( Rainha Serenity)- E a encarnação da deusa da lua , Selene  e mãe de Sailor Moon em sua vida passada como Princesa Serenity. Como a Rainha reinante da Lua, ela reinou durante a primeira era do Milênio de Prata. Ela afirma que as antigas civilizações da Terra a conheceram como a deusa da lua, Selene. Quando o Dark Kingdom ataca o Moon Kingdom, ela se sacrifica usando o Silver Crystal para selar a Rainha Metaria e fazer com que sua filha, Endymion e os Sailor Guardians renasçam na Terra. A Rainha Serenity visitou o Galaxy Cauldron  há muito tempo e quando ela chegou, ela carregava um bebê que era a Princesa Serenity.[1]Galaxy Cauldron e a entidade que criou todo o universo.[2]

## Dark Kingdom
Dark Kingdom (ダーク・キングダム, Dāku kingudamu). Reino das Trevas, Negaverso.
- Queen Metaria (Rainha Metália) - A Grande Mestra do Reino das Trevas, invadiu o Reino da Terra para possuir os corações dos seres humanos e depois se apossar do Reino da Lua e do Cristal de Prata, se apossou do coração da Lady Beryl e dos Shitennou e fez com que estes se rebelassem contra o Príncipe Endymion e após uma sangrenta batalha, todos foram mortos e a Rainha Serenity selou Metalia no pólo norte, aparece somente no mangá.
- Queen Beryl (Rainha Beryl, Lady Beryl) - Antagonista principal na primeira temporada de Sailor Moon. No passado, ela amava secretamente o Príncipe Endymion. Ao perceber que ele não a correspondia e estava apaixonado pela Princesa Serenity, Beryl o mata. Utiliza seus quatro generais para atacarem as guerreiras Sailors. ps: No manga ela tenta matar a princesa Serenity e Endymion se coloca na frente, morrendo para protege-la. É confirmado que ela fundou o Negaverso quando ela teve um pacto de confiança com a Sailor Galáxia.
- Shitennō (四天王)("Quatro Reis do Céu", Generais do Reino das Trevas ou Quatro Generais) - São os 4 generais do antigo Reino Dourado . Cada um tem uma especialidade de criar um tipo diferente de monstros da semana.
  - Jadeite (Jedite ) - Loiro, aparenta ter 18 anos e foi o primeiro comandante a enfrentar as guerreiras. Após descobrir as identidades da Sailor e ser derrotados por elas, Beryl o congela e Nephrite o sucede. Seus monstros possuem a capacidade de se transformarem em pessoas normais e todos do gênero feminino.
  - Nephrite (Neflite) - Sucessor de Jedite. Possui cabelos castanhos longos e ondulados, olhos azuis e possui uma aparência calma.  Ao longo de suas missões, ele começou a sentir-se atraído por Naru, o que interfere em seu progresso. Acabou sendo morto tragicamente pelos Youmas de Zoisite.
  - Zoisite (Zoisite, Ziocite) - Rival de Nephrite no comando. Costumava zombar de seus planos. Foi quem teve a mudança mais trágica em comparação com sua versão mangá. Pois no anime é uma personagem feminina e no mangá é masculino andrógino. Se deu melhor que seus sucessores, pois obteve os sete cristais. Após, quase matar Tuxedo Kamen, a rainha beryl a mata por ter a desobedecido
  - Kunzite (Kunzite, Malachite) - O quarto comandante a arquitetar planos contra as Sailors. No anime possui um relacionamento amoroso com Zoisite na qual após ela ter sido morta ele se revolta contra Usagi/Princesa da Lua, ele fica furioso. Bastante poderoso.
    - ps: No mangá eles eram guardiões do príncipe Endymion que foram controlados por Beryl e pela rainha Metalia e obrigados a lutar contra o príncipe e as sailors;  Cada um deles em suas vidas passadas era apaixonado por uma das quatro sailors (Vênus, Mercúrio, Marte e Júpiter) e elas por eles.

  - Youmas (Demónio, Maligna/Morgana) - São monstros utilizados pelos vilões no ataque contra as Sailors. Os monstros de Jedite aparecem vindos do Castelo da Escuridão, são femininos e possuem a capacidade de transformarem-se em humanas; Os monstros de Nephrite eram espíritos invocados por ele que que possuíam os corpos dos humanos; Os monstros de Zoisite eram os sete demônios que reencarnaram nos seres humanos; Por último, os monstros de Malachite são pessoas nas quais ele as transformam nas criaturas mais horrendas.
  - Obs: No passado, os generais tiveram um relacionamento com cada uma das Sailors que protegeram a princesa Serenity e o Milênio de Prata (Reino da Lua)

## Makaiju
Árvore do Mundo Negro ou Árvore do Mal. Al e Ann nasceram através dessa arvore. Ele caiu como um meteorito em Tóquio e escondeu-se através de uma outra dimensão dentro de um prédio na cidade. No episódio 13 enfrentou as guerreiras Sailors, mas acabou se rendendo e foi levada por Al e Ann na forma de muda em busca de um outro planeta já pacífica. É revelado que a árvore do mal foram criados pela Sailor Galáxia,para que toda energia da Terra seja sugada.
- Al (Ale/Ail ou Sérgio Ginga) - Um alienígena que veio à Terra através da Árvore do Mal. Ele convocava um Cardian através do toque de sua flauta. Sob a forma de Steven, ele desenvolveu uma paixão por Usagi.
- Ann (An ou Natália Ginga) - Uma alienígena que veio à Terra através da Árvore do Mal também. Sob a forma de Melissa, ela desenvolveu uma paixão por Mamoru.
- Cardians (Demónio, Naipes) -  Criaturas usadas por Al e Ann para absorverem energias dos humanos e fortalecer a Árvore do Mal. São convocados a partir de cartas de baralho ao som da flauta de Al. Só conseguem falar o próprio nome.
- ps: uma parte da saga R que só existe no anime.

## Black Moon
Black Moon Clan (ブラック・ムーン, Burakku mūn), ou Família da Lua Negra é uma organização do vinda e criada no planeta Nêmesis. Perseguiram Chibiusa em Tóquio sem saberem que eram manipulados pelo Grande Sábio. Todos possuem um símbolo da lua crescente negra na testa e os nomes de pedras preciosas.
- Black Lady (ブラック・レディ, Burakku redi) - A forma maligna da Chibiusa, que adquire uma versão adulta, que teve seu coração corrompido por Wiseman, que usa sua tristeza, sua solidão e seu amor proibido por Mamoru, para convertê-la para o lado das trevas e usar todo o poder do Cristal Negro para conquistar e destruir Tóquio de Cristal.
- Wiseman (ワイズマン, Waizuman); ou Death Phantom (デス・ファントム, Desu fantomu). Sábio/Fantasma da Morte ou Grande Sábio/Fantasma da Morte. Um dos líderes do Black Moon. Possui a aparência da morte e sempre dialoga com seus subordinados utilizando uma bola de cristal. Manipulou seus seguidores para se arriscarem a enfrentarem as Sailors na busca da captura de Chibiusa. Foi destruído por Usagi na forma da Princesa Serenity com a ajuda de Chibiusa.
- Prince Demande (プリンス・デマンド, Purinsu demando) (Príncipe Diamante) - Outro líder do Black Moon. Foi banido da Tóquio de Cristal e foi parar no planeta Nêmesis, conduzindo seu povo e comando o grupo. Após Saphiro ser morto, ele percebeu que estava sendo usado pelo Grande Sábio e o confronta, sendo morto  pelo mesmo. No manga ele é manipulado pelo Wiseman para ir a Nêmesis com sua família.
- Rubeus (ルベウス, Rubeusu) (Rubi, Rubens) - Seu nome tem a ver com rubi. Foi que comandou as Irmãs Espectros para capturar Chibiusa em Tóquio. Aparentava ser bastante frio. Foi substituído por Esmeralda que o traiu e deixou ele morrer a bordo do OVNI que explodiu com seu ataque. No manga foi derrotado em batalha.
- Esmeraude (エスメロード, Esumerōdo) (Esmeralda) - Outra comandante do Black Moon que assumiu o lugar de Rubens. Após ter falhado em seus planos, o Grande Sábio lhe enganou ao dizer que iria transformá-la em uma princesa e na verdade foi um dragão. Mas foi destruída por Sailors Moon usando o Cetro da Princesa da Lua.
  - Boule Brothers - São Chiral (キラル, Kiraru) e Achiral (アキラル, Akiraru), dois servos gêmeos de Esmeraude, com cabelos compridos e lisos de cor violeta e azul claro, que tentaram encurralar e destruir as Sailors, mas foram destruídos por Sailor Venus e Tuxedo Mask, no Mangá e em Crystal; e por Sailor Moon em Sailor Moon R.
- Saphir (サフィール, Safīru) (Safira e Safiro) - Representa a safira. Irmão mais novo de Prince Demande. Foi responsável pela criação das Estátuas das Trevas que serviriam para absorver energias em Tóquio. Ao suspeitar da traição do Grande Sábio, ele o enfrenta e morre.
  - Aquatici & Veneti - Aquatici (アクアティキ, Akuatiki) e Veneti (ヴェネティ, Veneti) são dois servos fantasmas de Saphir, que possuíam uma forma incorpórea, foram destruídos por Sailor Moon, aparecem somente no mangá.
- Ayakashi no yon shimai (あやかしの四姉妹) (Irmãs da Maldade, Irmãs da Caça/Mal, Irmãs Sibilinas no mangá) - Subgrupo do Black Moon sob o comando de Rubeus. São responsáveis pelos primeiros ataques em Tóquio e na busca por Chibiusa. Todas elas tornam-se humanas e com bons corações através da Cura Lunar. Chegaram a ajudar Safiro quando o encontraram ferido.
  - Koan (コーアン, Kōan). Karmesite, Karmesai. A mais jovem das irmãs e a primeira a atacar.. Usa um traje e cabelo na cor roxa. Armada com um chicote. Ela sentia um afeto por Rubeus que não lhe deu atenção, lutou contra Sailor Mars. Em Sailor Moon R, foi purificada por Sailor Moon. No Mangá e em Crystal, foi destruída por Sailor Moon com Moon Princess Halation.
  - Berthier (ベルチェ, Beruche). Bertierite, Berterai. A mais quieta entra as Irmãs. Usa um traje e cabelo na cor azul claro, lutou contra Sailor Mercury. Em Sailor Moon R, foi purificada por Sailor Moon. No Mangá e em Crystal, foi destruída por Sailor Moon com Moon Princess Halation.
  - Petz (ペッツ, Pettsu). Petzite, Petzai. A mais velha entre as irmãs. Usa um traje e cabelo na cor verde, lutou contra Sailor Jupiter. Em Sailor Moon R, foi purificada por Sailor Moon, junto com Calaveras. No Mangá e em Crystal, foi destruída por Sailor Moon com Moon Princess Halation.
  - Calaveras (カラベラス, Caraberasu). Calaverite, Calaverai. Usa um traje e cabelo na cor amarelo, laranja e castanho. Recebeu um cetro de Rubeus tornando-se invencível, lutou contra Sailor Venus. Em Sailor Moon R, foi purificada por Sailor Moon, junto com Petz. No Mangá e em Crystal, foi destruída por Sailor Moon com Moon Princess Halation.
- Droid (ドロイド, Doroido): Em sua maioria possuem aparências variadas e a capacidade de se transformarem em humanos. São invocados por Esmeralda e as Irmãs Espectros. Possuem um cristal no corpo.

## Death Busters
Death Busters (デス・バスターズ, Desu basutāzu), Almas Penadas, Caçadores da Morte ou são alienígenas invasores vindos do Sistema Estelar Tau, no anime desejam conquistar o planeta Terra e para isso precisam alimentar seu grande Mestre Faraó 90 com os corações puros e encontrar os três Talismãs que são a chave para despertar o poder da Taça Lunar. No mangá eles precisam roubar as hóstias/almas e os vasos/corpos dos seres humanos para usá-los como hospedeiros e assim conquistar o planeta.
- Pharaoh 90 (ファラオ・９０, Farao 90): Faraó 90. É uma terrível criatura sem forma, como uma grande massa de escuridão, que precisa das hóstias/almas dos seres humanos para se alimentar e adquirir poder, assim conseguirá se fundir ao planeta. No mangá e em Crystal, é banido de volta ao sistema solar Tau por Sailor Pluto e destruído por Sailor Saturn.
- Mistress 9 (ミストレス・９, Misutoresu 9): Diretora 9 ou Dama 9. É a fiel parceira de Pharaoh 90, nasceu de um ovo implantado pelo professor Tomoe em sua própria filha Hotaru, que ao despertar se apossou do corpo e do Cristal de Prata de Chibiusa e o usou para despertar o poder de seu mestre.
- Germatoid (ゲルマトイド, Gerumatoido): É a versão alienígena do professor Tomoe que teve o seu corpo possuído por um ovo, é uma monstro gigantesco com forma humanoíde com uma super força que foi derrotado por Super Sailor Moon. No mangá e em Crystal, é destruído por Super Sailor Moon com Rainbow Moon Heartache.
- Kaolinite (カオリナイト, Kaorinaito), Kaorinite/Kaori: É a parceira do professor Tomoe, o amava secretamente, que o ajuda em seus experimentos no laboratório, também foi possuída por um ovo e se tornou um Magus, uma ajudante do mestre Pharaoh 90 e comandante do grupo das Witches 5. No mangá e em Crystal, é destruída por Super Sailor Moon com Rainbow Moon Heartache.
- Witches 5 (ウィッチーズ・ファイブ, Uitchīzu faibu): Bruxas 5. São cinco bruxas que servem a Kaolinite e que tinham a função de capturar os corações puros no anime para conseguir encontrar os três Talismãs, no mangá elas tinham a função de coletar hóstias e os vasos dos seres humanos para usar como hospedeiros dos ovos de Daimons e derrotar as guardiãs sailor.
  - Eudial (ユージアル, Yūjiaru), Eugénia - da pedra eudialita, possui como cor padrão, o vermelho, seus ataques são relacionados ao fogo, se disfarçou de Yuko Arimura,uma filósofa do Colégio Mugen, lutou contra Sailor Mars. No mangá e em Crystal, é destruída por Sailor Moon com Moon Spiral Heart Attack, e destruída em definitivo por Sailor Pluto com Chronos Typhoon e Sailor Neptune com Submarine Reflection.
  - Mimete (ミメット, Mimetto), Mimi - da pedra mimetita, possui como cor padrão, o amarelo, seus ataques são relacionados a luz, se disfarçou de Mimi Hanyu, uma famosa cantora do Colégio Mugen, lutou contra Sailor Venus. No mangá e em Crystal é destruída por Sailor Uranus com World Shaking, e destruída em definitivo por Sailor Pluto com Chronos Typhoon e Sailor Neptune com Submarine Reflection.
  - Viluy (ビリユイ, Biriyui), Beatriz - possui como cor padrão, o azul, seus ataques são relacionados a informática, se disfarçou de Yui Bidou, uma garota gênio do Colégio Mugen, lutou contra Sailor Mercury. No mangá e em Crystal, é destruída por Sailor Uranus com Space Sword Blaster, e destruída em definitivo por Sailor Pluto com Chronos Typhoon e Sailor Neptune com Submarine Reflection.
  - Tellu (テルル, Teruru), Marilu - possui como cor padrão, o verde, seus ataques são relacionados a plantas, se disfarçou de Lulu Teruno, uma boticária do Colégio Mugen, lutou contra Sailor Jupiter. No mangá em Crystal, é destruída por Sailor Pluto com Dead Scream, e destruída em definitivo por Sailor Pluto com Chronos Typhoon e Sailor Neptune com Submarine Reflection.
  - Cyprine & Ptilol - Cyprine (シプリン, Shipurin) e Ptilol (プチロル, Puchiroru), Sílvia e Penélope, são duas bruxas gêmeas, possuem como cor padrão, o azul escuro e o rosa escuro, foram enviadas por Kaolinite para matar Haruka e Michiru, lutaram contra Super Sailor Moon, porém foram derrotadas. No mangá e em Crystal, foram destruídas por Super Sailor Moon com Rainbow Moon Heartache, e destruídas em definitivo por Sailor Pluto com Chronos Typhoon e Sailor Neptune com Submarine Reflection.
- Daimon (ダイモーン, Daimōn), Demónio - São monstros de aparência grotesca que nascem de ovos implantados em seres humanos, foram criados pelo professor Tomoe para poder usar os vasos/corpos como hospedeiros.

## Gatos

### Luna
Luna (ルナ, Runa) ou Lua. É a primeira dos três gatos guardiões a aparecer (em Portugal, Luna é um gato, mas a partir de Crystal passou a ser uma gata). É ela que dá o broche de transformação a Sailor Moon e as canetas de transformação a Sailor Mercury, Mars e Jupiter. Ela tem um papel muito importante, pois é ela que muitas das vezes detecta a presença de inimigos. Junto com Ami, ela faz pesquisas e conhece o passado da época do Milênio de Prata. Originalmente, Luna é uma gata, mas na versão de Portugal é reconhecida como um gato. Em um dos filmes (Sailor Moon S - O Filme: O amor da Princesa Kaguya) ela se transforma na Princesa Kaguya, e essa é sua forma de humana.

### Artemis
Artemis (アルテミス, Arutemisu). Artemisa. É o segundo gato a aparecer (em Portugal, Ártemis é uma gata, até à fase Crystal). Ele surge no episódio 33 em companhia de Sailor Venus. Foi ele que lhe deu a caneta de transformação. Sua função é a de guiar Luna na formação das outras guerreiras e ajudar Luna a encontrar informações sobre os inimigos.

### Diana
Diana (ダイアナ, Daiana) — É a filha de Luna e Artemis. No mangá ela aparece quando as guerreiras vão ao futuro, mas no anime ela surge na 4° temporada. Ela é a gata de Chibiusa e vai com ela para todo o lado.

## Dubladores
| Personagem                                                              | Dublador Japonês                                           | ou Dublador Brasileiro                                                 | Dublador Português                                            |
| ----------------------------------------------------------------------- | ---------------------------------------------------------- | ---------------------------------------------------------------------- | ------------------------------------------------------------- |
| Usagi Tsukino Sailor Moon/Princesa Serenity                             | Kotono Mitsuishi Kae Araki (em alguns episódios da fase R) | Marli Bortoletto (Gota Mágica) Daniella Piquet (BKS)                   | Fernanda Figueiredo Raquel Ferreira (em Crystal)              |
| Chibiusa Sailor Chibimoon/Black Lady/Princess Usagi Small Lady Serenity | Kae Araki (1992-1997) Misato Fukuen (2015)                 | Úrsula Bezerra                                                         | Fernanda Figueiredo Sofia Brito (em Crystal)                  |
| Ami Mizuno Sailor Mercury                                               | Aya Hisakawa                                               | Gilmara Sanches (Gota Mágica) Melissa Garcia (BKS)                     | Isabel Wolmar Carla Garcia (em Crystal)                       |
| Rei Hino Sailor Mars                                                    | Michie Tomizawa                                            | Cristina Rodrigues (Gota Mágica) Denise Reis (BKS)                     | Cristina Cavalinhos                                           |
| Makoto Kino Sailor Jupiter                                              | Emi Shinohara (1992-1997) Ami Koshimizu (2014)             | Isabel de Sá (Gota Mágica) Fernanda Bullara (BKS)                      | Cristina Paiva Sofia Brito (em Crystal)                       |
| Minako Aino Sailor Venus/Sailor V                                       | Rika Fukami                                                | Eleonora Prado (Gota Mágica) Priscilla Concepción (BKS)                | Cristina Paiva Carla Garcia (em Crystal)                      |
| Setsuna Meiou Sailor Pluto                                              | Chiyoko Kawashima Ai Maeda (2015)                          | Márcia Regina (Arco Black Moon) Rita Samuade (Arco Infinito em diante) | Isabel Wolmar (R) Cristina Cavalinhos (S, Stars e em Crystal) |
| Mamoru Chiba Tuxedo Mask/Príncipe Endymion                              | Toru Furuya (1992-1997) Kenji Nojima (2014)                | Cassius Romero (Gota Mágica) César Marchetti (BKS)                     | Rogério Jacques                                               |

- Do elenco brasileiro da dublagem de Sailor Moon, faleceu Maralise Tartarini, que dublava a personagem Mimete (Fase S).
- Do elenco português da dublagem de Sailor Moon, faleceu em 2005 o ator António Semedo, voz de Luna, Jedaite, Nephrite, Kunzite, Allan, Rubeus, Prince Demand, Dr. Tomoe, Tigers Eye, Zircónia, Hélios/Pegasus.[4][6]